# Catalogue SAO
Pour les articles homonymes, voir SAO.
Le Catalogue SAO est un catalogue d'étoiles réalisé par le Smithsonian Astrophysical Observatory en 1966.

## Histoire
Dans sa première version, il comporte 258 997 entrées. C'est un catalogue photographique limité en magnitude, c'est-à-dire qu'il recense toutes les étoiles plus lumineuses qu'une certaine valeur limite (dans la bande V). Si le catalogue est à peu près complet jusqu'à la neuvième magnitude, il comporte aussi des étoiles de magnitude supérieure à 9, et même quelques milliers d'étoiles (4 503) de magnitude supérieure à 10. Toutes les étoiles visibles à l'œil nu sont comprises dans ce catalogue. Les étoiles du catalogue sont nommées suivant la convention SAO nnnnnn, où « nnnnnn » est un nombre entier compris entre 1 et 258 997. Les étoiles sont d'abord classées en 18 bandes de 10 degrés déclinaison décroissante, c'est-à-dire que les étoiles SAO 1 à SAO 4015 ont une déclinaison comprise entre +80° et +90°, les étoiles SAO 4016 à SAO 10936 une déclinaison comprise entre +70° et +80°, et ainsi de suite (le tout en coordonnées B1950.0). Dans chaque bande, les étoiles sont classées par ascension droite croissante. De ce fait, il n'existe aucune méthode simple pour déterminer la position précise d'une étoile connaissant son numéro de catalogue. Tout au plus peut-on avoir une idée de sa déclinaison (numéro SAO proche de 250 000 signifiant déclinaison négative par exemple).
Le catalogue donne pour chaque étoile sa position (en coordonnées B1950.0 ou J2000.0), une estimation de l'erreur de la position, son mouvement propre et une estimation de l'erreur de celui-ci, les coordonnées galactiques, la magnitude photographique et dans la bande V, le type spectral, ainsi que des informations sur la variabilité éventuelle de l'objet.
Le catalogue a été plusieurs fois remanié depuis sa première édition. Cinquante-trois couples de références ont été identifiés comme étant des doublons, le catalogue recensant ainsi 258 944 objets distincts. Les versions récentes du catalogue donnent les coordonnées J2000.0 plutôt que les B1950.0. Une table de correspondance entre entrées des catalogues SAO, Henry Draper, Boss (General Catalog) et Bonner Durchmusterung a été publiée en 1973.